# 富里山
8°54′N 38°41′E / 8.900°N 38.683°E
富里山是埃塞俄比亞的山峰，位於該國東南部，處於奧羅米亞州，距離首都亞的斯亞貝巴17公里，海拔高度2,839米，每年平均降雨量1,012毫米。